# Giraldi (famiglia)
I Giraldi furono un'antica famiglia di Firenze.

## Storia
Originari di Borgo San Lorenzo, in Mugello, si inurbarono a Firenze verso la metà del Duecento, stabilendosi lungo "borgo San Piero" (oggi Borgo Albizi), soprattutto nella zona di San Procolo, che oggi viene chiamata via de' Giraldi.
Acquistarono notorietà, potenza e ricchezza, partecipando alla vita pubblica della città con venti priori, l'ultimo dei quali era in carica al tempo della caduta della repubblica con l'assedio nel 1530. 
La famiglia ebbe numerosi letterati: Giambattista Giraldi Cinzio era nato in un ramo stabilitosi a Ferrara, mentre Jacopo, Vincenzo, Alessandro, Giuliano e Giovanni furono accademici della Crusca in diversi periodi, tra XVI e XVIII secolo. 
Si estinsero nel 1753 con la morte di Giovanni Giraldi, la cui moglie Costanza Pecori legò poi la successione alla sua famiglia, che da allora si chiamò Pecori Giraldi (dopo la morte di Costanza nel 1785). Un famoso discendente di tale ramo è il generale Guglielmo Pecori Giraldi.

## Stemma
Lo stemma familiare è d'argento, al leone di nero, talvolta lampassato e armato di rosso, coronato d'oro.